# Hylesia lineata
Hylesia lineata är en fjärilsart som beskrevs av Druce 1886. Hylesia lineata ingår i släktet Hylesia och familjen påfågelsspinnare. Inga underarter finns listade i Catalogue of Life.